# 胡家营站

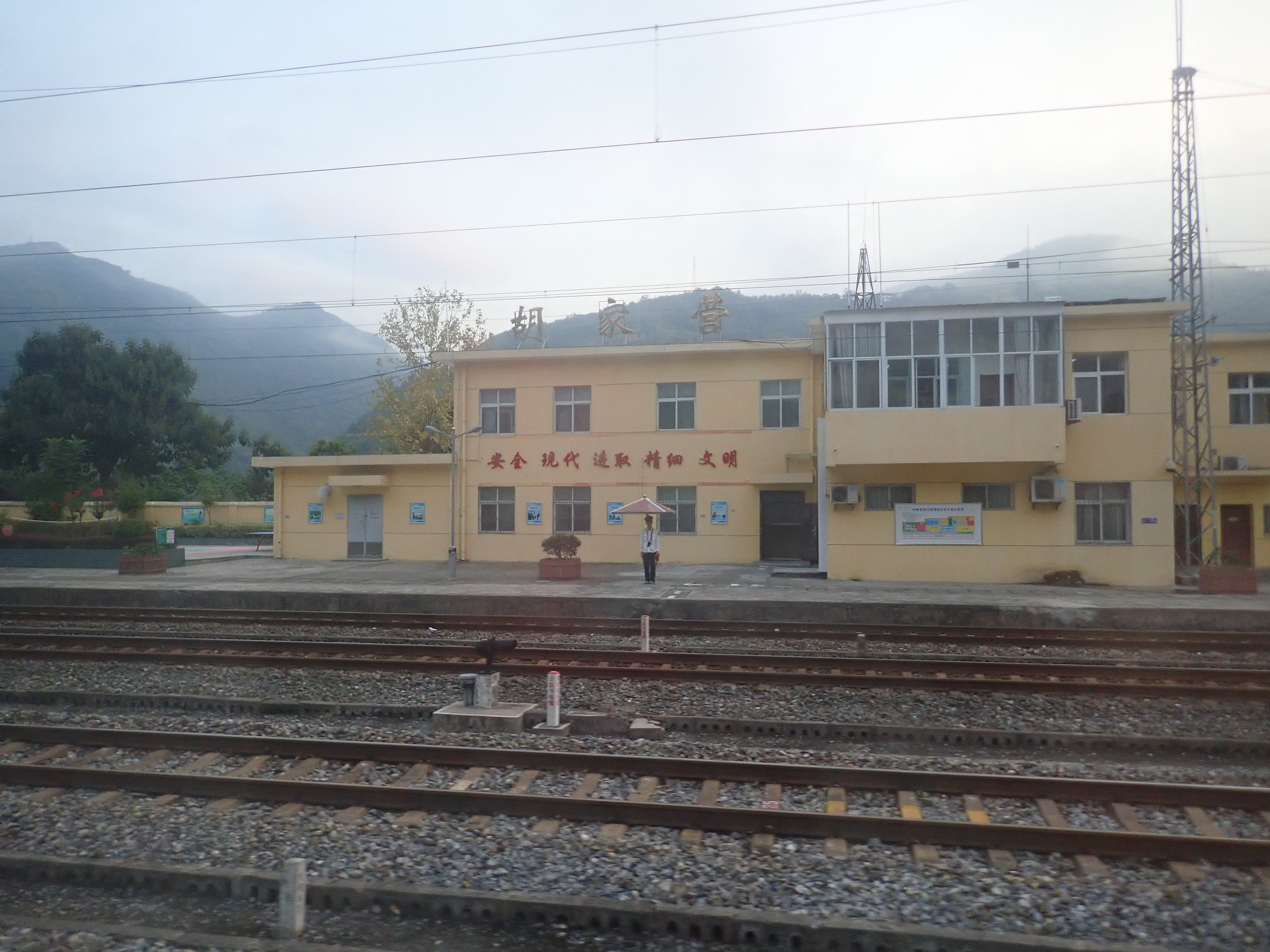
2018年，列车上拍摄的胡家营站站房

胡家营站是襄渝铁路车站，位于湖北省十堰市郧阳区胡家营镇，离重庆站668公里，离襄阳站231公里。车站隶属武汉铁路局十堰车务段管辖，是武汉铁路局与西安铁路局（原均属郑州铁路局）分界口、亦靠近湖北省和陕西省的边界，有武汉铁路局“西大门”之称。车站现为三等站，目前不办理客运业务，货运整车普通货物发到，主要负责郧阳、郧西、竹山、白河等地区的货物到达和发送，涉及非金矿、重金矿、木材、农副产品、水泥等。车站还驻有胡家营车站派出所、襄阳电务段十堰电务车间胡家营信号工区等单位。
胡家营随襄渝铁路建于1969年，1976年9月投入营运:393。车站位于北临汉江的秦巴山腰上。襄渝/武康二线段建设期间车站在靠山侧增建2条股道，2009年6月30日襄樊至本站区间开通，9月27日开通本站至安康区间。目前车站设有到发线6条，货物线2条，设有通往中石化湖北十堰配送中心胡家营油库的专用线1条。